# Gothaischer Hofkalender
Gothaischer Hofkalender hieß eine Buchreihe des Justus Perthes Verlages, benannt nach seinem Verlagsort Gotha und als „der Gotha“ weltbekannt geworden.

## Geschichte
Der Hofkalender erschien erstmals im Jahr 1763 bei Johann Christian Dieterich und seit Mitte der 1780er Jahre bei C. W. Ettinger in Gotha unter dem Titel „Gothaischer Hof-Kalender zum Nutzen und Vergnügen eingerichtet“. Er entwickelte sich aus dem 1763 durch den Kammerpräsidenten des Herzogtums Sachsen-Gotha-Altenburg, Wilhelm von Rotberg, herausgegebenen almanac nécessaire. Ettinger verpachtete jedoch schon 1785 seine Rechte an der Herausgabe des Hofkalenders an Justus Perthes, der dieses Werk erst ab 1816 unter dem eigenen Namen verlegen und herausgeben durfte. Sein Begründer war der Theologe Emanuel Christoph Klüpfel. Bis in die Zeit des Zweiten Weltkrieges 1944 wurde der Kalender in jährlichen Ausgaben mit unterschiedlichen, immer wieder leicht veränderten Titeln – „Gothaischer Genealogischer Kalender“, „Gothaischer genealogischer Hof-Kalender“ oder „Gothaer Hof-Kalender“ – inhaltlich aktualisiert und ergänzt.

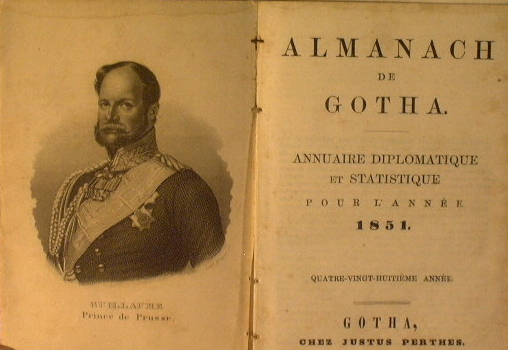
Französische Ausgabe des Almanach de Gotha von 1851

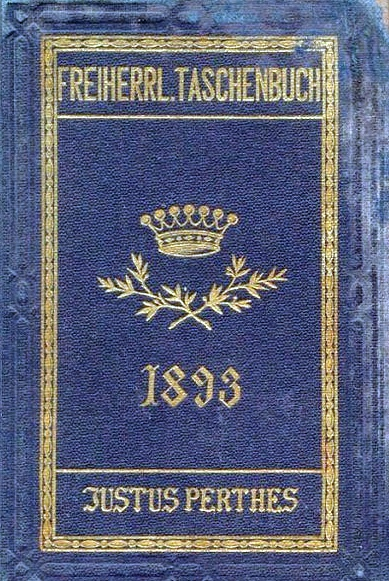
Freiherrliches Taschenbuch des „Gotha“ 1893

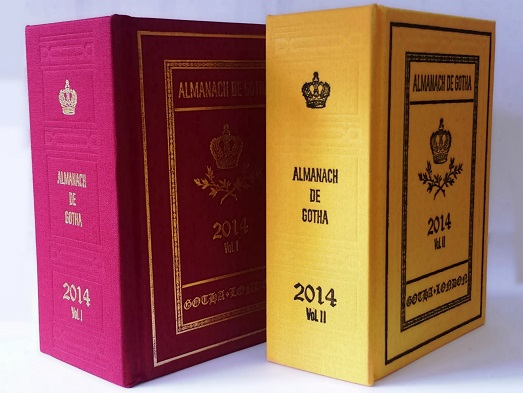
Englische Ausgabe des wiederaufgelegten Almanach de Gotha von 2014

Eine französische Ausgabe – bekannt als «Le Gotha» – erschien ab 1764 unter dem Titel Almanac(h) de Gotha, zuerst bei Ettinger und dann ebenfalls bei Perthes.
In beiden Ausgaben wurden zunächst nur als kleinem Teil des Kalenderinhalts Nachrichten über Regenten und deren Familien zusammengestellt, ferner über die Gesandten an den Residenzen Europas berichtet und – neben einem allgemeinen und astronomischen Kalendarium – auch Essays zu historischen Ereignissen und Personen eingerückt.
Erst in den 1820er Jahren trat „der Gotha“ als genealogisches Nachschlagewerk die ausgesprochene und bewusste Nachfolge des bei Varrentrapp und Wenner erstmals 1742 herausgegebenen Werkes Neues genealogisch-schematisches Reichs- und Staats-Handbuch an, das bis 1811 in 64 Ausgaben erschienen war.
Es wurde seither Auskunft erteilt über die lebenden Mitglieder der aus Europa stammenden, regierenden Häuser (I. Abteilung), über andere fürstliche Häuser Europas (II. Abteilung) und über die deutschen, ehemals reichsständischen gräflichen Familien (III. Abteilung).
Darüber hinaus enthielt jeder Jahrgang unter der Bezeichnung „Diplomatisch-statistisches Jahrbuch“ ausführliche Angaben über die souveränen Staaten der Welt, mit Angaben u. a. über Einwohnerzahlen, Staatshaushalte, staatliche Würdenträger, diplomatische und konsularische Beamte, Militärwesen etc.
Seit 1824 wurden die im „Hofkalender“ aufgeführten Herrscher- und Fürstenfamilien (also der Hochadel) in drei Gruppen unterschieden:
- aktuelle Souveräne und ihre Häuser
- andere fürstliche Häuser, vor allem aus Deutschland, Frankreich und Italien
- als den fürstlichen Häusern ebenbürtig geltende, mediatisierte gräfliche Häuser (Standesherren)

Später wurde der „Hofkalender“ noch um die vier Reihen der Taschenbücher der gräflichen Häuser (seit 1825), der freiherrlichen Häuser (seit 1848), der adeligen (uradeligen) Häuser (seit 1900) und der briefadeligen Häuser (seit 1907) erweitert.
Seit 1876/1877 wurde die Einteilung noch einmal abgeändert, indem nach der Ersten Abteilung (Regenten und deren Familien) die Zweite Abteilung nun die deutschen, standesherrlichen (fürstlichen und gräflichen) Häuser zusammenfasste und in der neuen Dritten Abteilung sonstige fürstliche Familien aus Deutschland und Europa dargestellt wurden.
Seit dem Ende der Monarchie und der Auflösung des preußischen Heroldsamtes 1920 unterschied der Gotha zwischen Adeligen, die nach dem bis 1919 geltenden Adelsrecht gewesen waren bzw. gewesen wären, und Trägern adeliger Namen, auf die dies nicht zutraf. Ab 1935 nahm der Gothaische Hofkalender zusätzlich die Information auf, welche Adelige eine „arische“ Abstammung nachgewiesen hatten, z. B. durch Aufnahme in das unter der Schirmherrschaft der D.A.G. erstellte Eiserne Buch Deutschen Adels Deutscher Art (EDDA). Der Gotha reagierte damit auch darauf, dass die Thema der angeblichen „Verjudung“ des Adels schon seit Ende des 19. Jahrhunderts sowohl unter antisemitisch eingestellten Adeligen wie auch unter völkischen Kritikern des Adels erhebliche Prominenz hatte und zu Publikationen wie dem berüchtigten Semi-Gotha geführt hatten.
Seit 1939 erschien der eigentliche Gothaische Hofkalender – unter Verzicht auf ein Kalendarium – nur noch als „Gothaisches Genealogisches Taschenbuch“.
1951 wurde dessen Funktion durch das Genealogische Handbuch des Adels aus dem Starke Verlag übernommen, das die Einteilung in fürstliche (3 Abteilungen), gräfliche, freiherrliche und adelige Häuser beibehielt und seither jährlich mehrere vom Deutschen Adelsarchiv verfasste Bände herausbringt.
Nach 1989 vergab die Familie Justus Perthes eine Lizenz zur Nutzung des Namens Almanach de Gotha, der einstigen französischsprachigen Reihe, an die Londoner Firma Almanach de Gotha Limited. Diese gab 1998 in London erstmals eine englischsprachige „184. Ausgabe“ als Volume I heraus, der die aktualisierten Genealogien der regierenden, vormals regierenden und mediatisierten Fürstenhäuser Europas sowie Brasiliens enthält und setzte in den Jahren 1999, 2000, 2003 und 2004 sowie erneut 2012 und 2013 Volume I fort. 2001 erschien ferner ein Volume II, das sonstige europäische Herzogs- und Fürstenhäuser enthält (vergleichbar also der III. Abteilung des alten Gothaischen Hofkalenders sowie der Bandreihe Fürstliche Häuser des Genealogischen Handbuchs des Adels).
2015 ist der „Almanach de Gotha“ erstmals seit 1944 wieder unter diesem Namen (Gothaisches Genealogisches Handbuch) von der „Stiftung Deutsches Adelsarchiv“ herausgegeben worden, die im Jahr 2013 die Namensrechte am „Almanach de Gotha“ vom Verlag Ernst Klett Stuttgart (als Rechtsnachfolger des „Almanach de Gotha“ seit der Übernahme des Verlages „Justus Perthes / Haack Gotha“ im Jahr 1992) erworben hatte.
Anlässlich des Jahrestages des 200. Todestages des deutschen Verlegers Johann Georg Justus Perthes (Rudolstadt, 1749 – Gotha, 1816) im Jahr 2016 hatte der italienische Verleger Ettore Gallelli daher die Idee, dem Markt eine italienische Version anzubieten. Der italienische Gothaer Kalender wurde im März 2022 erstmals in Rom gedruckt.